# گواناهواتو
گوآناخوآتو (به اسپانیایی: Guanajuato)یکی از سی و یک ایالت مکزیک است که دارای ۴۶ شهر بوده و مرکز آن گوآناخوآتو است.
مرزهای این ایالت با خالیسکو از غرب، زاکاتکاس از شمال شرقی، سان لوئیس پوتوسی از شمال، کرتارو از شرق و میچوآکان از جنوب است. مساحت این ایالت بالغ بر ۳۰٬۶۰۸ کیلومتر مربع است.
این ایالت در کمربند آتشفشانی میان مکزیک قرار دارد.

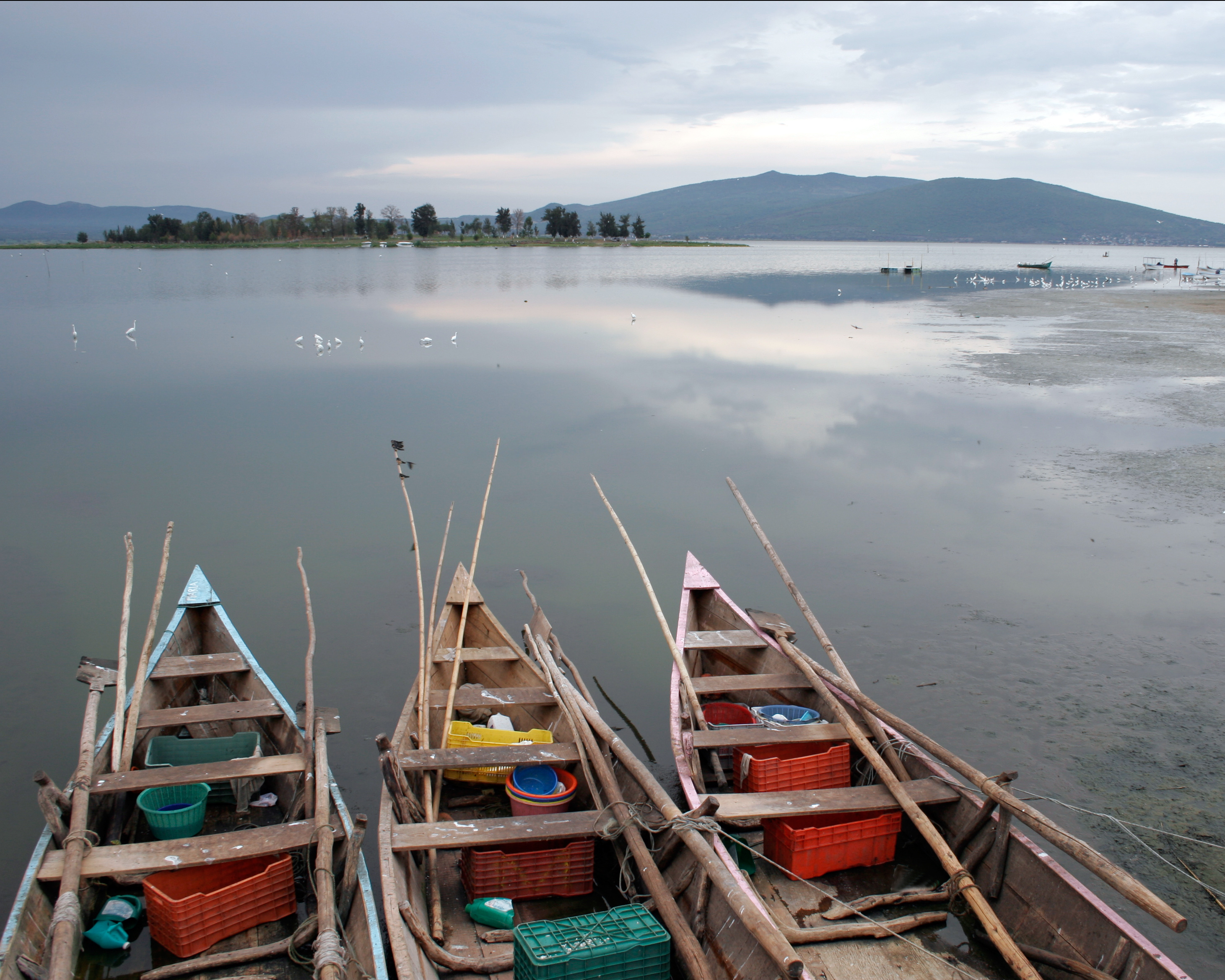
دریاچهٔ یوریریا

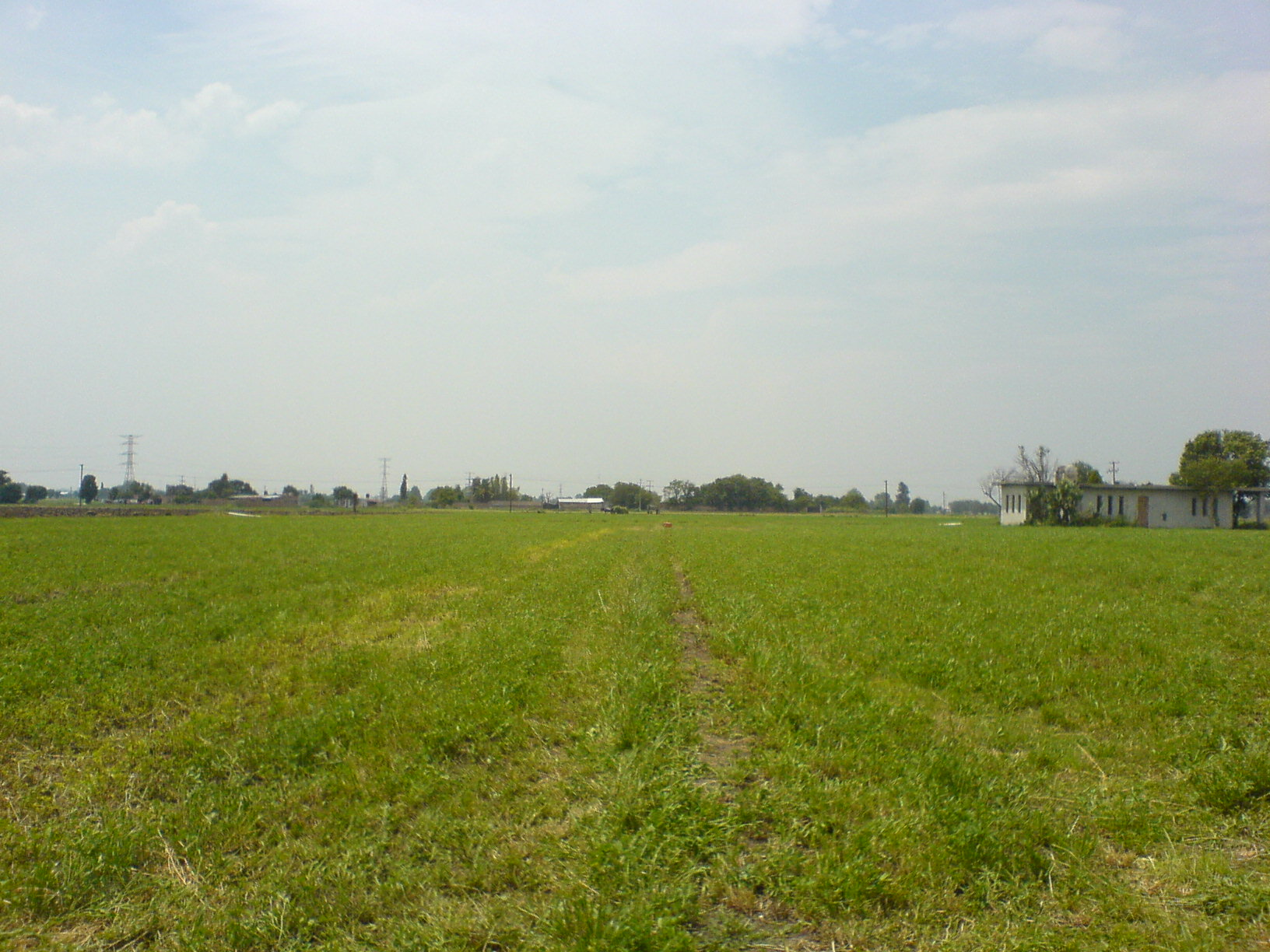
زمین های کشاورزی در باخیو

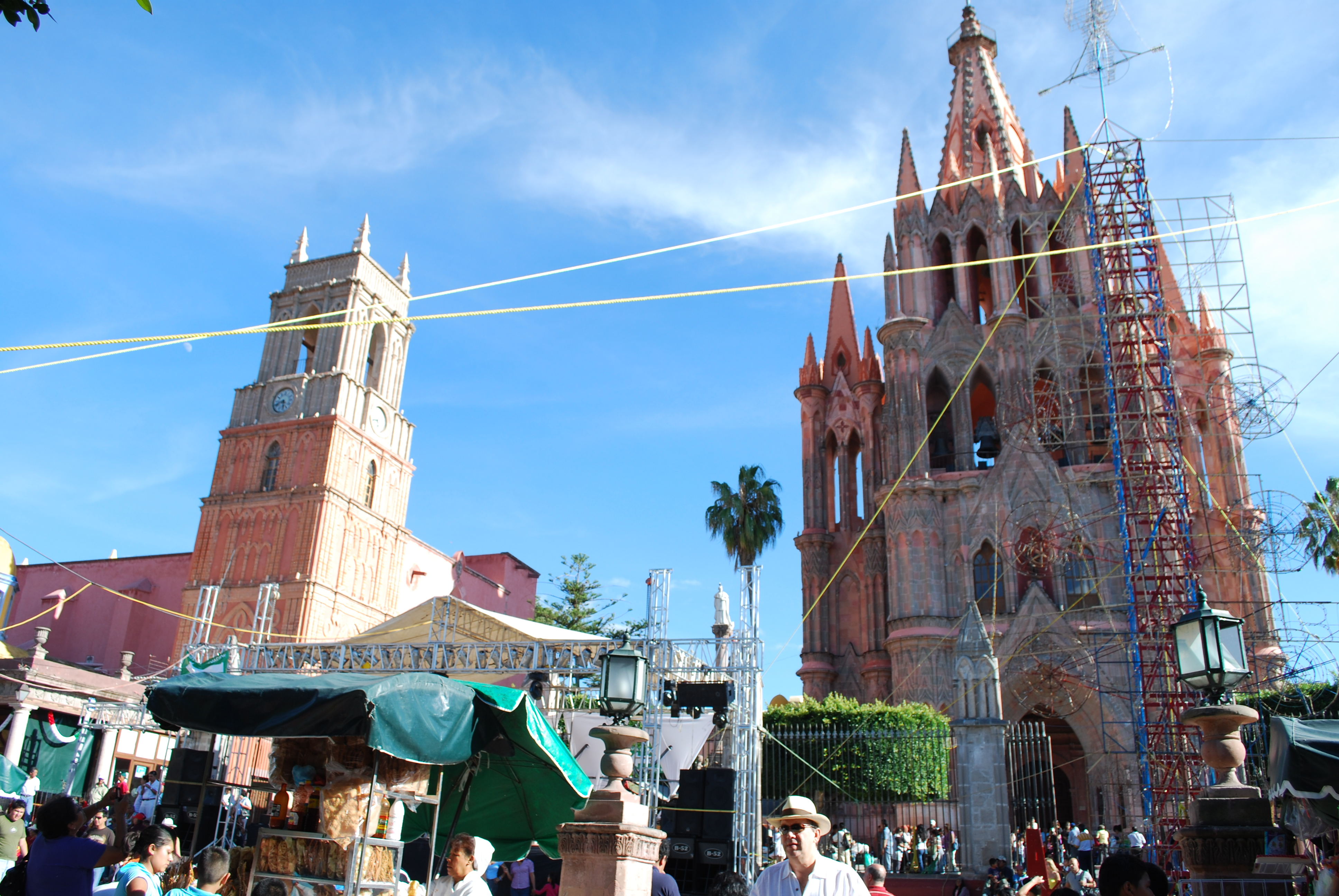
کلیسا در سان میگل د آلنده

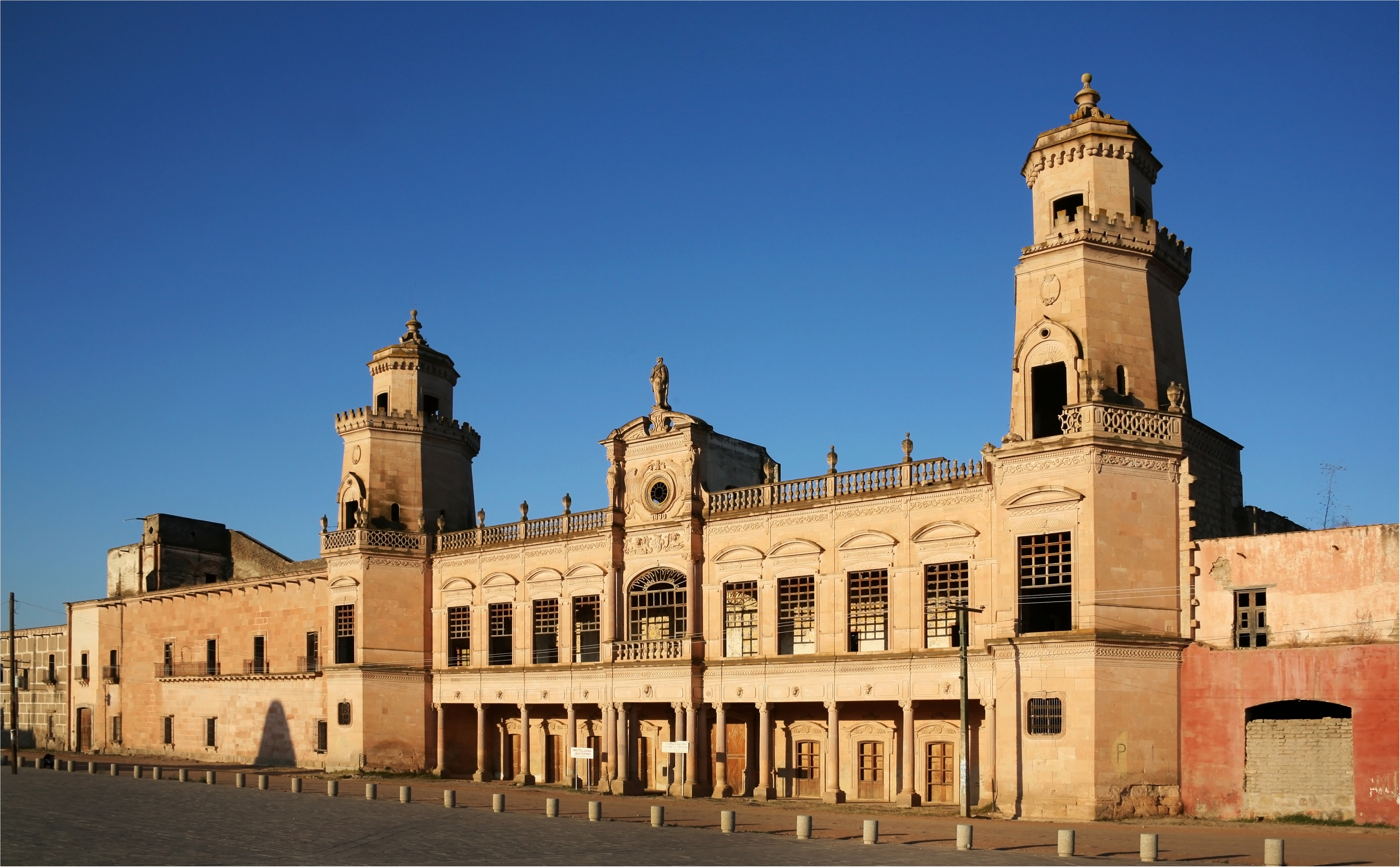
خارال ده برریوس, احتمالاً یکی از مهم ترین ملک در دوران استعمار

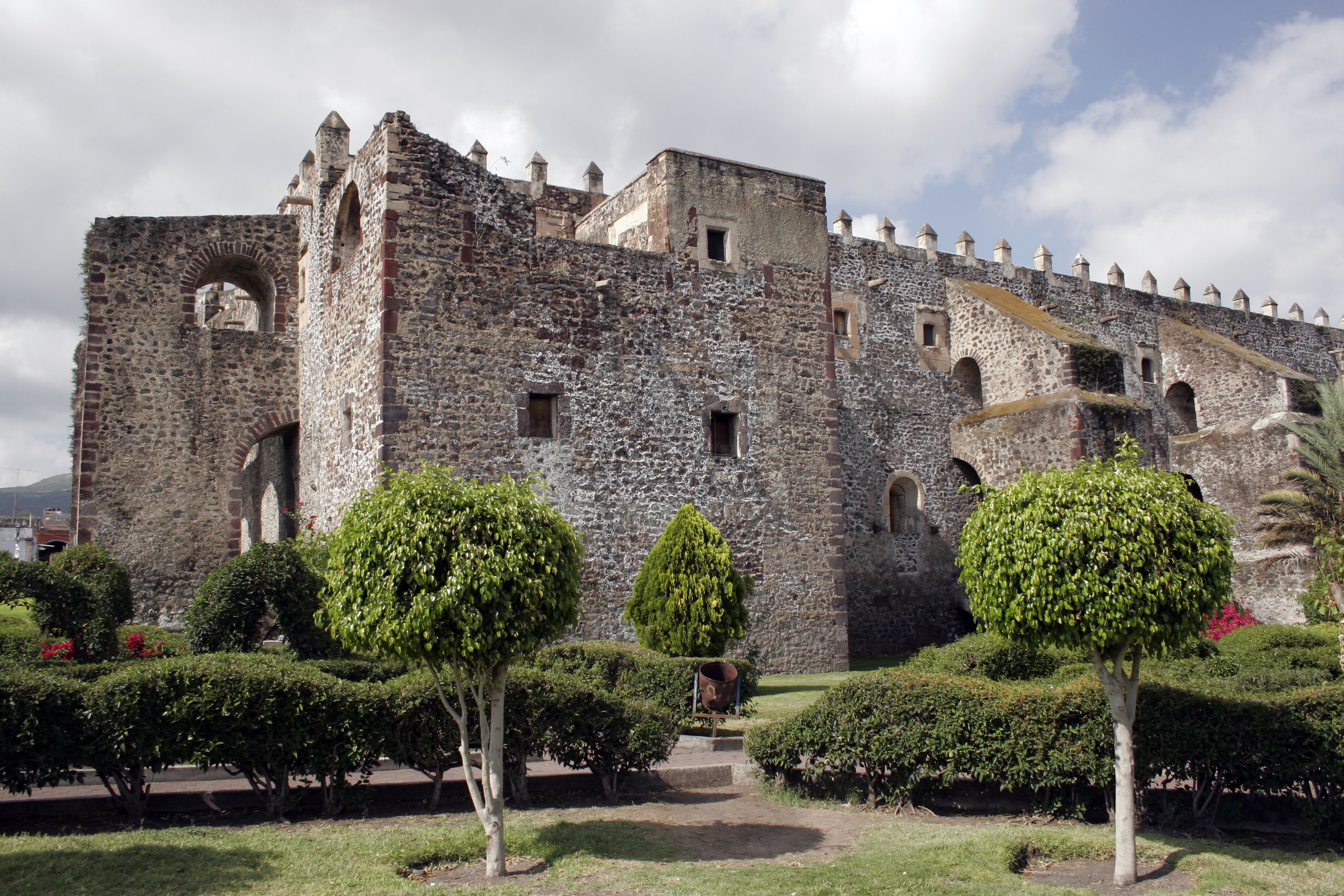
صومعه سن آگوستین

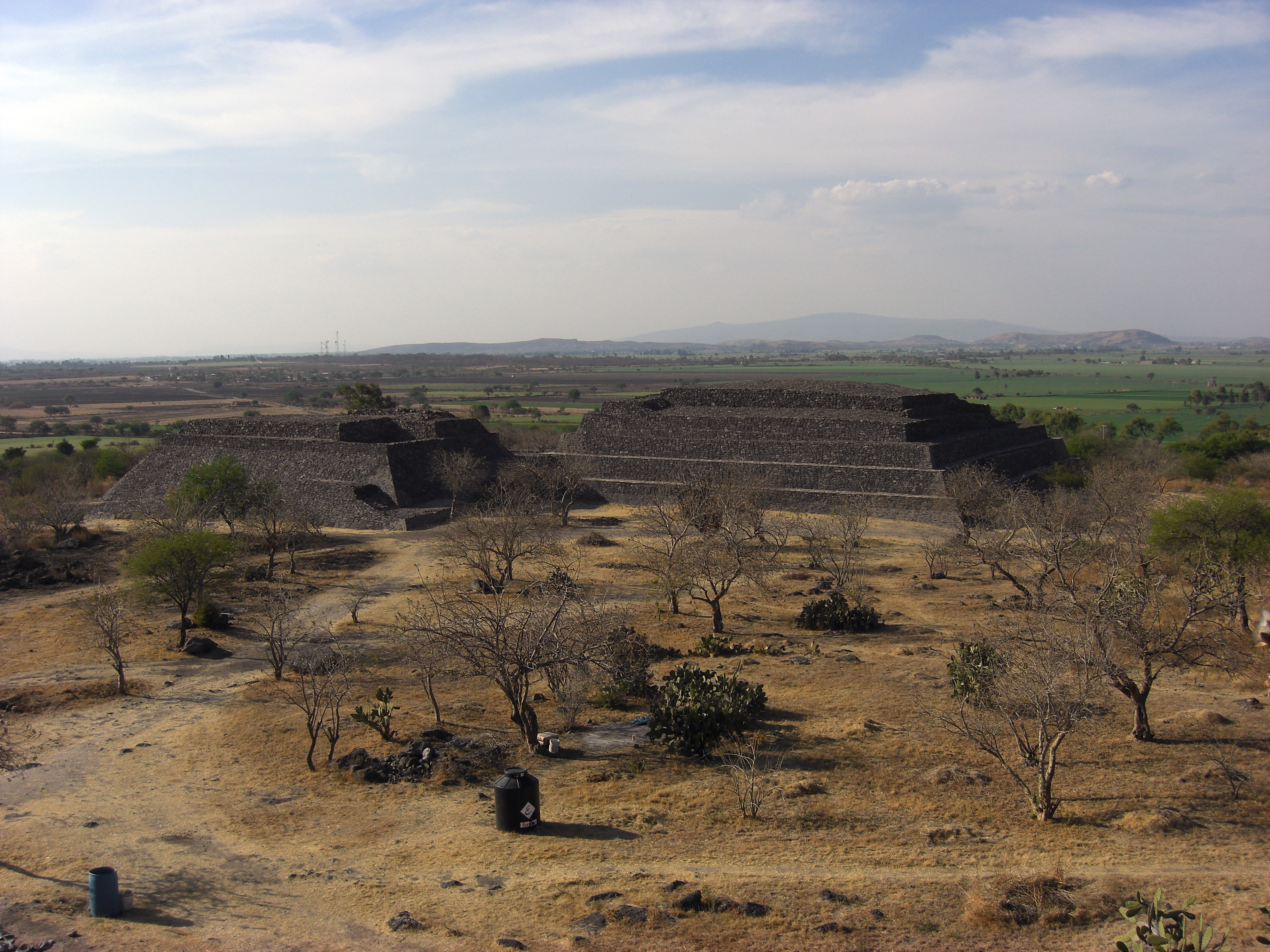
پرالتا(Mesoamerican)